# Samuel Santos López
Samuel Santos López (Managua, 13 de diciembre de 1938) es un político nicaragüense, que se desempeñó como Ministro de Relaciones Exteriores de Nicaragua, cargo que desempeñó entre el 10 de enero de 2007 hasta el 2017. En la actualidad, se desempeña como Bolsa de Valores de Nicaragua.

## Biografía
Santos López nació en Managua, el 13 de diciembre de 1938, siendo sus padres Samuel Santos-Fernández y Lucila López-Bermúdez. Tiene estudios en administración de empresas.
Se desempeñó como alcalde de Managua, de 1980 a 1986, siendo recordado su debate con el alcalde neoyorquino Ed Koch en 1983.
Es miembro del Frente Sandinista de Liberación Nacional, en el que ocupó diversos cargos administrativos.
En su período de ministro de relaciones exteriores de Nicaragua, Santos López se vio involucrado en la disputa controversia territorial y de delimitación marítima entre Colombia y Nicaragua.
El 13 de abril de 2010, Santos López fue condecorado con la Orden de la Amistad por el Presidente de Osetia del Sur Eduard Kokoity, «Por su contribución a las buenas relaciones entre los países, y por su reconocimiento de Osetia del Sur, como también el fortalecimiento de su autoridad internacional». Nicaragua fue uno de los primeros países  en reconocer la independencia de Osetia del Sur.